# Aihui, Heihe
Aihui är en köping i Kina.  Den ligger i provinsen Heilongjiang, i den nordöstra delen av landet, 1 400 km nordost om huvudstaden Peking. Aihui ligger 128 meter över havet och antalet invånare är 8 655. Befolkningen består av 4 366 kvinnor och 4 289 män. Barn under 15 år utgör 13,0 %, vuxna 15-64 år 78 %, och äldre över 65 år 7,0 %.
Terrängen runt Aihui är platt, och sluttar österut. Runt Aihui är det glesbefolkat, med 9 invånare per kvadratkilometer. Närmaste större samhälle är Xigangzi, 13,7 km sydväst om Aihui. Trakten runt Aihui består till största delen av jordbruksmark.